# 1910-е

## Догађаји и трендови
- Мексичка револуција
- Роалд Амундсен стигао на јужни пол.
- Потонуће Титаника
- Балкански ратови
- Први светски рат (1914—1918)
- Шпанска грозница
- Фебруарска револуција
- Октобарска револуција
- Почетак Руског грађанског рата
- Проглашено Краљевство Срба, Хрвата, и Словенаца.

## Култура

### Музика
- Џез музика почиње да постаје популарна.

## Светски лидери
- Премијер Ендру Фишер (Аустралија)
- Премијер Џозеф Кук (Аустралија)
- Премијер Били Хјуз (Аустралија)
- Цар Франц Јозеф (Аустроугарска)
- Цар Карл (Аустроугарска)
- Премијер сер Роберт Борден (Канада)
- Цар Хенри Пу Ји (Кина)
- Суен Јатсен, Председник Републике Кине
- Јуан Шикаи, Председник Републике Кине и на кратко цар
- Хсу Шичанг, Председник Републике Кине
- Цар Вилхелм II (Немачко царство)
- Канцелар Теобалд фон Бетман Холвег (Немачко царство)
- Краљ Виторио Емануеле III (Краљевина Италија)
- Папа Пије X
- Папа Бенедикт XV
- Султан Вахидетин (Османско царство)
- Ахмад Шах Кајар (Персијско царство)
- Император Николај II (Руска Империја)
- Владимир Лењин (Русија)
- Краљ Алфонсо XIII (Шпанија)
- Премијер Хосе Каналехас (Шпанија)
- Премијер Едуардо Дато (Шпанија)
- Краљ Џорџ V (Уједињено Краљевство Велике Британије и Ирске)
- Премијер Х. Х. Аскит (Уједињено Краљевство Велике Британије и Ирске)
- Премијер Дејвид Лојд Џорџ (Уједињено Краљевство Велике Британије и Ирске)
- Председник Вилијам Хауард Тафт (Сједињене Државе)
- Председник Вудро Вилсон (Сједињене Државе)